# Rachel Blanchard
Rachel Elise Blanchard, född 19 mars 1976 i Toronto i Ontario, är en kanadensisk skådespelerska. Hon spelar bland annat rollen som Cher i TV-serien Clueless, Nancy i den brittiska sitcomserien Peep Show och Emma i dramakomediserien You Me Her. Hon spelar dessutom rollen som Susannah Fisher i Amazon Prime Videos drama-romantikserie Sommaren jag blev vacker.

## Filmografi (i urval)

### Filmer
- 1991 – Alltid ensam
- 1995 – Den unge Ivanhoe
- 1999 – Carrie 2
- 2000 – Road Trip
- 2001 – Sugar & Spice
- 2004 – Without a Paddle
- 2005 – Sanna lögner
- 2006 – Snakes on a Plane
- 2009 – L.A. Gigolo (i USA mer känd som Spread)
- 2022 – Djupt vatten

### TV-serier
- 1984–1985 – Vi på vår gata (TV-serie)
- 1985 – The Littlest Hobo (TV-serie)
- 1988 – War of the Worlds (TV-serie)
- 1990–1993 – Vadå, mörkrädd? (TV-serie)
- 1996–1999 – Clueless (TV-serie)
- 2002–2004 – Sjunde himlen (TV-serie)
- 2004–2007 – Peep Show (TV-serie)
- 2005 – Joey (TV-serie)
- 2007 – Flight of the Conchords (TV-serie)
- 2011 – Flashpoint (TV-serie)
- 2013 – Legit (TV-serie)
- 2013 – Psych (TV-serie)
- 2014 – Fargo (TV-serie)
- 2016–2020 – You Me Her (TV-serie)
- 2022–nutid – Sommaren jag blev vacker (TV-serie)